# 穆吉卜乾河
31°27′57″N 35°34′24″E / 31.46583°N 35.57333°E

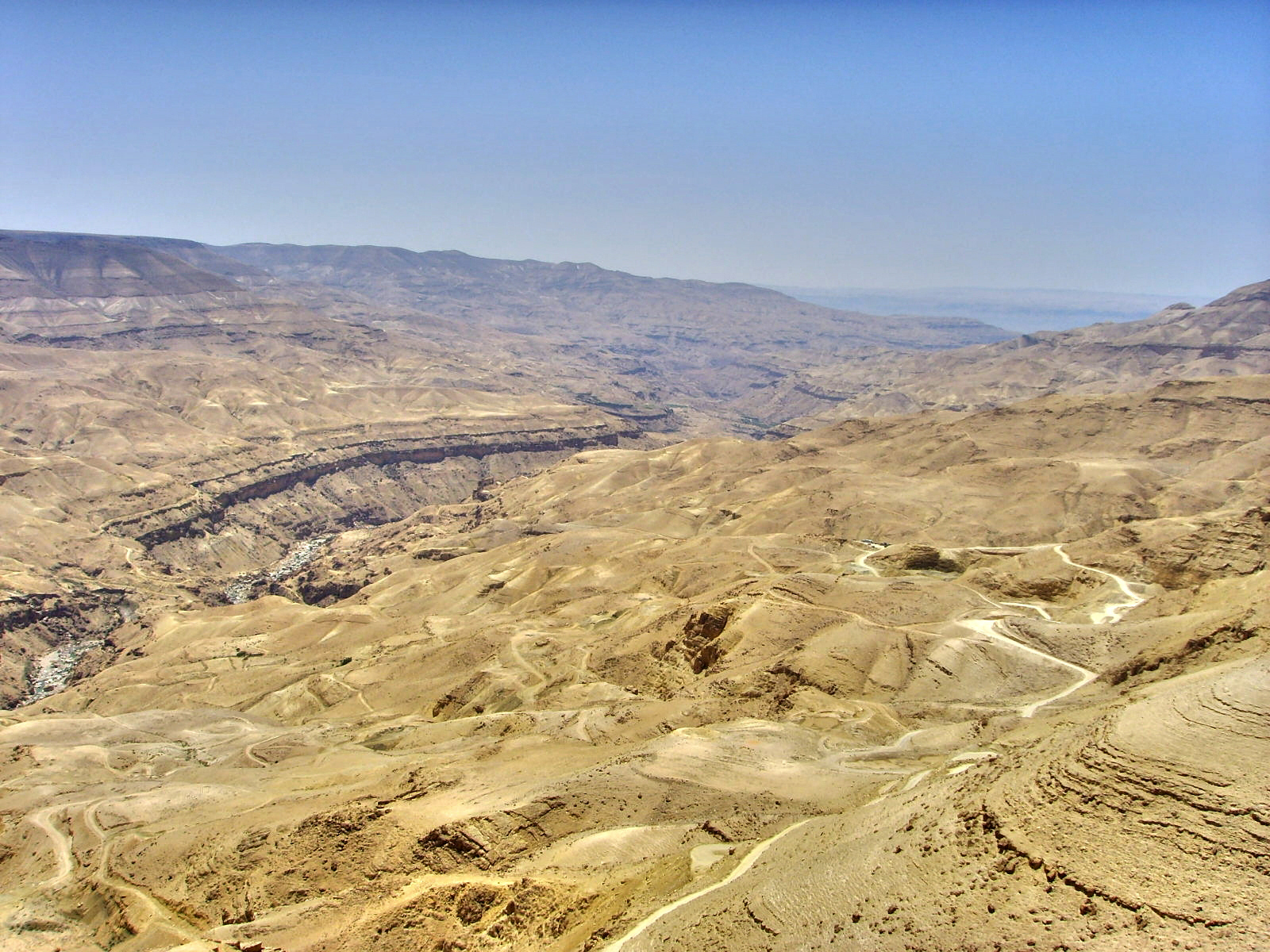

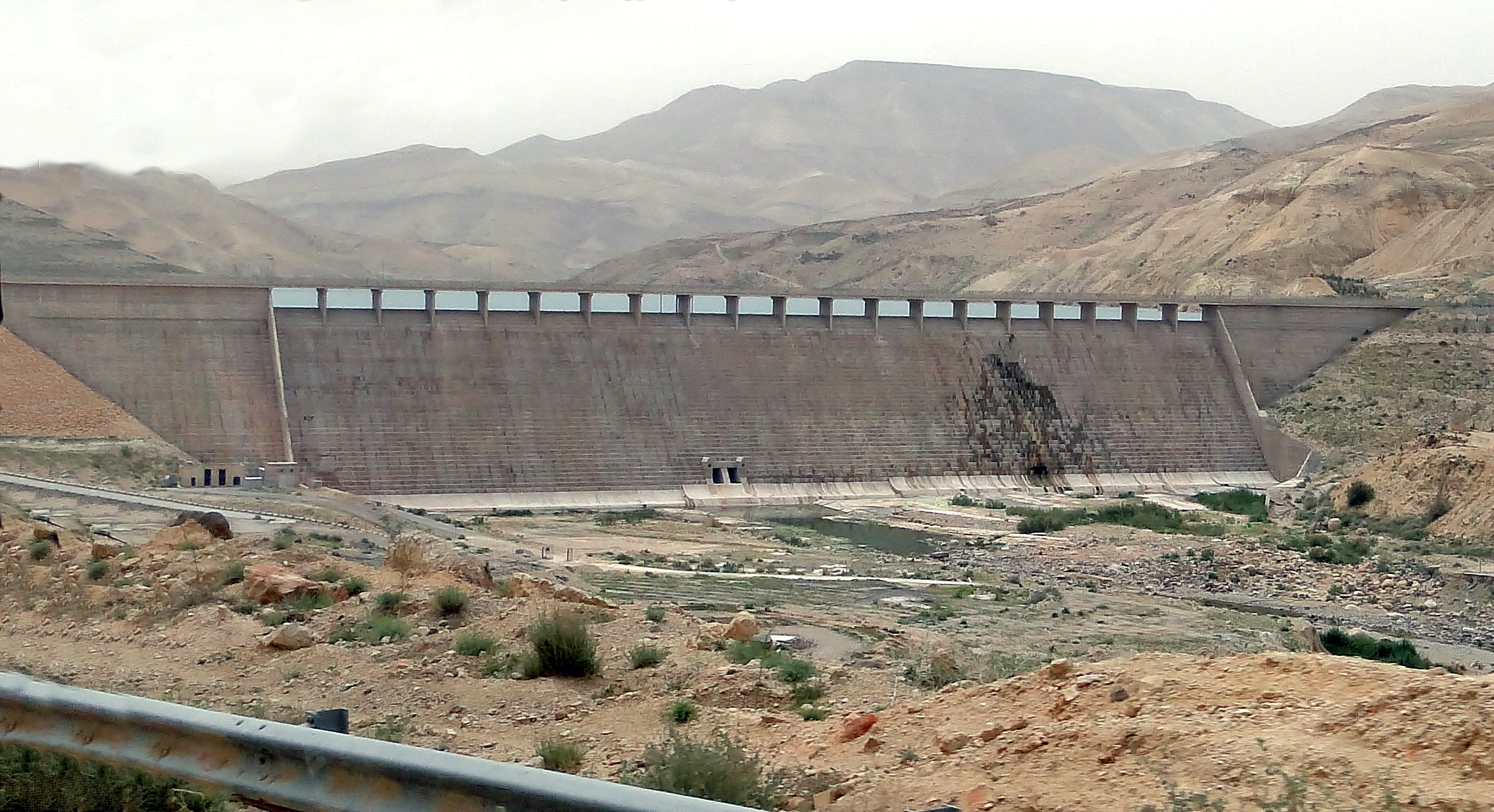
穆吉壩

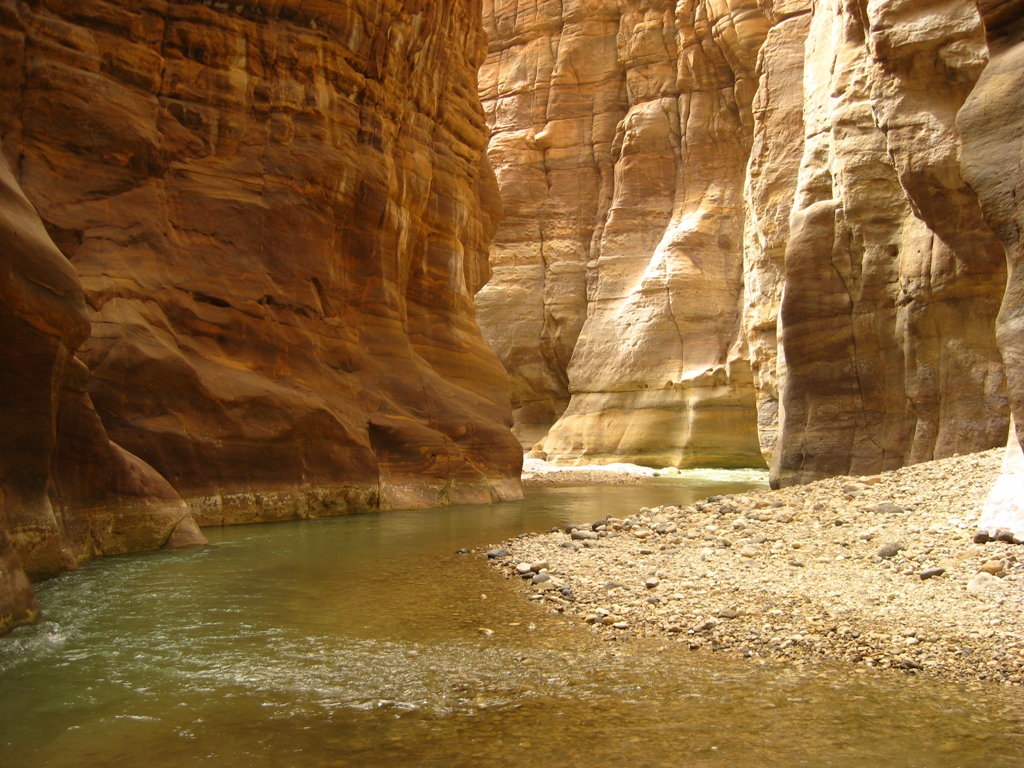
谷地深處

穆吉卜乾河（阿拉伯语：‎，羅馬化：Wādī al-Mūjib），歷史上稱為亞嫩河（Arnon），是約旦的一條河流，注入海平面以下大約410（1,350英尺）的死海。
位於穆吉卜乾河的穆吉卜保護區座落於死海東邊的山區，大約在安曼南邊90（56英里）處。該保護區面積220-平方（85-平方英里），係於1987年由皇家自然保護學會所創立，在國內外都相當受重視，尤其是在鳥類保護方面。保護區分別向南北延伸至米底巴與卡拉克山區，在某些地方達到海平面以上900（3,000英尺）的高度。這1,300-（4,300-英尺）的高度落差，結合來自谷地7條支流的常年流水，使得穆吉卜乾河擁有顯著的生物多樣性，直到今日仍被探索與紀錄。
直到目前，已超過300種植物、10種肉食動物，以及許多永久性與季節性鳥類被紀錄。在某些偏遠的山區和谷地人類難以到達，因而提供稀有的貓類、山羊及其他山區動物安全的庇護所。

## 外部連結
- The Royal Society for the Conservation of Nature, Jordan
- Flora and Fauna of Wadi Mujib
- Bird Life of Wadi Mujib （页面存档备份，存于）

Template:Nature reserves in Jordan